# توم كيني (لاعب كرة قدم أمريكية)
توم كيني (بالإنجليزية: Tom Keane) هو لاعب كرة قدم أمريكية أمريكي، ولد في 7 سبتمبر 1926 في بلايري في الولايات المتحدة، وتوفي في 19 يونيو 2001 في ميامي في الولايات المتحدة.

## وصلات خارجية
- توم كيني على موقع مرجع كرة القدم المحترفة.كوم (الإنجليزية)